# L'Humanité Magazine
 (juin 2014).
L'Humanité Magazine, précédemment intitulé L'Humanité Dimanche, est un supplément hebdomadaire du quotidien communiste L'Humanité qui paraît le jeudi. Son directeur est le même que celui de L'Humanité, mais sa rédaction est différente.

## Histoire
(...) du journal que l'on vend le matin d'un dimanche, à l'affiche qu'on colle aux murs du lendemain, je n'en finirai pas d'écrire ta chanson... ma France (...)
Quand le chanteur Jean Ferrat évoque dans Ma France en 1969 un journal du dimanche, une partie du public reconnait de quel journal il s'agit.
Le titre L'Humanité Dimanche, abrégé en HD, est pourtant victime de la notoriété du quotidien, dont son titre a longtemps prolongé la diffusion des idées communistes le septième jour de la semaine. Toujours "oublié" des revues de presse audiovisuelles, mis à l'écart de la presse politique hebdomadaire par la plupart des distributeurs de presse, sabordé un temps par des responsables politiques du Parti communiste français qui le rebaptisèrent L'Humanité Hebdo, il demeure aujourd'hui encore un des rares titres de la presse politique à faire l'objet d'une diffusion militante.
L'Humanité Dimanche n'a pas d'histoire. Les recueils des Unes historiques, publiés par une section du PCF et diffusés à la fête de l'Humanité, ignorent la petite consœur de la presse communiste. L'ouvrage « officiel » paru en 2004 à l'occasion du centenaire du titre L'Humanité ignore le titre L'Humanité Dimanche, de même que le volume publié en 2004 par un aréopage d'historiens réputés ne contient pas un seul article sur l'hebdomadaire.
Il y a cependant un témoin historique de cet hebdomadaire, en la personne d'André Carrel, qui en a été le rédacteur en chef entre 1957 et 1981. Ses notes concernant L'Humanité Dimanche permettent d'utiles éclairages sur « son » journal.

### La vente deL'Humanitéle dimanche
Comme l'ensemble de la presse, lorsque L'Humanité est créé en 1904, le journal paraît sept jours sur sept. Il ne semble pas que des points de vente militante aient cours avant la 1914. Le réseau de diffusion des journaux est dense, y compris à la criée. La situation perdure dans les années 1920, mais en 1929, dans le cadre de poursuites judiciaires liées à la faillite de la Banque ouvrière et paysanne et dans un contexte de durcissement politique contre le Parti communiste, l'existence du journal est menacée. Se créent alors les CDH (Comités de défense de L'Humanité). Leur rôle est d'abord financier. Certains comité locaux de défense de L'Humanité entreprennent de vendre le journal à la criée le dimanche matin, comme moyen de propager les idées communistes. Cette activité, qui fait apparaître au grand jour les militants d'un parti accusé de menées subversives et leur fait nouer avec la population des rapports fructueux en termes de reconnaissance, n'est toutefois pas légale. La vente ambulante de la presse est soumise à la possession d'une carte "professionnelle". La non-possession de la carte vaut aux militants l'attention des services de police, en période de tension politique. Le Parti communiste, qui se débarrasse à partir de 1933 de sa gangue politique sectaire, lance à partir de novembre 1933 des journées de diffusion de masse de son journal. C'est André Marty, qui supervise L'Humanité, sans la diriger officiellement, qui impulse alors cette forme de militantisme. La vente massive du 25 novembre 1934 semble marquer un départ : 202 540 exemplaires d'un numéro spécial (de 2 pages) de L'Humanité sont commandés, et 124 198 Humanité de plus qu'un dimanche habituel seraient diffusés. 742 organisations (CDH local, cellules) auraient participé à cette journée.
Désormais, rendue plus visible et massive avec la montée du Front populaire, la présence dans les rues des vendeurs de "l'Huma" devient une des formes du militantisme politique
En février 1935, dimanche normal sans moyen extraordinaire, 151 CDH (Comité de défense de L'Humanité) locaux et 151 cellules diffusent plus de 62 000 journaux. En mai de la même année, pour le second tour des élections municipales 57 970 journaux supplémentaires sont diffusés à la criée, sur un tirage total de 240 000 journaux, dont environ 120 000 sont vendus par le réseau traditionnel
Durablement instaurée la vente militante du dimanche se heurte en 1948 à un obstacle de taille.

### 3 octobre 1948, premier numéro deL'Humanité Dimanche
En 1948, le gouvernement décida arbitrairement, sous prétexte que le papier manquait encore, de supprimer la vente des quotidiens le dimanche. Or c'était le dimanche que les militants vendaient L'Humanité.
Pour contourner l'obstacle L'Humanité Dimanche est créé. Telle est selon André Carrel la circonstance qui fait naître le journal. Rédacteur en chef durant 34 ans, André Carrel ajoute : « Le premier numéro bénéficiait déjà d'une ligne éditoriale originale », avec des rubriques de détente et de jeux.
Existait-il en 1948 une volonté gouvernementale (il s'agit du gouvernement Queuille, comprenant des socialistes) visant particulièrement L'Humanité, dont la vente bénévole du dimanche assurait le meilleur tirage de la semaine ? Dans le contexte de la guerre froide, alors qu'une grève des mineurs, durement menée et sévèrement réprimée commence la semaine suivante, c'est possible. Mais la mesure correspondait aussi à une revendication des ouvriers du Livre avancée lors de la grève de la Presse parisienne de février-mars 1947.
Le numéro 1 est un journal de 4 pages grand format. Il se distingue de L'Humanité par l'ajout du mot Dimanche, imprimé en rouge. Le directeur du journal, Marcel Cachin, signe en une le billet, où il déclare être « certain que les 13 000 CDH (Comité de défense de L'Humanité) vont, à leur habitude, fournir un effort nouveau et décisif. » Le numéro 7, du 14 novembre 1948, est diffusé à plus d'un million d'exemplaires, et il passe à 6 pages.

### le CDH, comité de défense deL'Humanité
En effet, la grande originalité de L'Humanité Dimanche (et avant 1948, de L'Humanité du dimanche) réside dans sa diffusion militante, sous diverses formes. Pour la clientèle fidélisée, les militants organisent des tournées de portage à domicile, musettes remplies de journaux à l'épaule, notant sur des carnets spéciaux les sommes encaissées, les exemplaires non payés en cas d'absence, les nouveaux lecteurs, les périodes de vacances pendant lesquelles il est inutile de sonner à la porte le dimanche matin. Plus voyants, souvent munis de présentoirs voire de table, sont les "points fixes" tenus dimanche après dimanche par un ou plusieurs vendeurs. Enfin, régulièrement, selon une fréquence qui varie en fonction de l'intensité du débat politique, des luttes sociales, ou des échéances électorales, il y a les "ventes de masse" mobilisant le maximum de militants en ventes à la criée ou au porte à porte. Dès 1936 un système d'émulation entre CDH est mis en place et une carte spécifique est attribuée aux diffuseurs. Dans les années 1960, la carte de CDH est tombée en désuétude, mais un timbre-vignette annuel est apposée sur la carte d'adhérent.
En 2011, cette vente militante, réduite au seul titre L'Humanité Dimanche, demeure. Relancé en 2006, l'hebdomadaire a fait appel à ses lecteurs, et ses diffuseurs bénévoles en créant une structure dite « Cofondatrices et cofondateurs de L'Humanité Dimanche ». Dans une circulaire adressée à chacun des "cofondateurs", datée de janvier 2008, Patrick Le Hyaric livrait un chiffre de diffusion de 80 000 exemplaires chaque semaine, ajoutant que (contrairement au quotidien L'Humanité) "chaque numéro de l'HD dégage 20 000 € de bénéfice".

### Les multiples vies deL'Humanité Dimanche
De nombreuses formules éditoriales jalonnent l'existence du titre, dont il est curieux de constater que depuis 1971 chaque nouvelle formule redémarre au numéro 1... ce qui rend assez difficile un recensement total des numéros parus. On relève également de subtiles nuances dans l'intitulé même du journal.

#### L'Humanité Dimanche

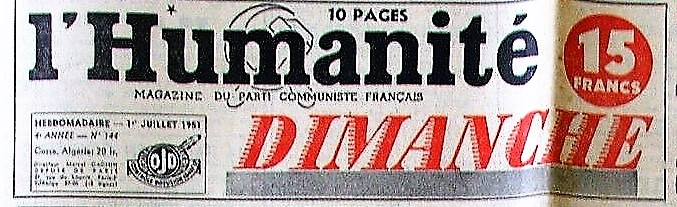
Magazine du Parti communiste français paraissant le dimanche depuis 1948.

- 3 octobre 1948 - mars 1965 : numéros 1 à 862, grand format. La formule tient près de 17 ans. Mais une évolution dans la fabrication du journal intervient le premier octobre 1961[17] : la première page est imprimée en couleurs, par procédé de l'héliogravure. L'imprimerie commune aux deux titres est alors située à Paris dans le bâtiment qui fait l'angle de la rue du faubourg Poissonnière avec le boulevard Poissonnière. L'entreprise d'héliogravure, l'imprimerie Crété, se trouve à Corbeil-Essonnes. Des éditions spéciales du journal incluent des pages posters en couleur au milieu du journal pour marquer l'événement : la foule aux obsèques des victimes de l'affaire de la station de métro Charonne en 1962, le cortège et la foule rassemblée lors de l'enterrement de Maurice Thorez en 1964.
- mars 1965 - avril 1971 : numéros 1 à 319 nouvelle série (1181) demi format 30 × 41,5 cm). Le titre en "une" est accompagné de la mention : Magazine du Parti communiste français. Cette formule adopte les techniques utilisées précédemment. Des cahiers centraux réalisés en couleur améliorent la qualité. Ainsi le numéro 33 présente-t-il[18], un cahier couleur sur les chefs-d'œuvre français des musées de Leningrad et de Moscou, dont plusieurs toiles de Pablo Picasso. Un supplément en couleur accompagne en 1967 le cinquantième anniversaire de la Révolution d'Octobre.

#### Humanité Dimanche

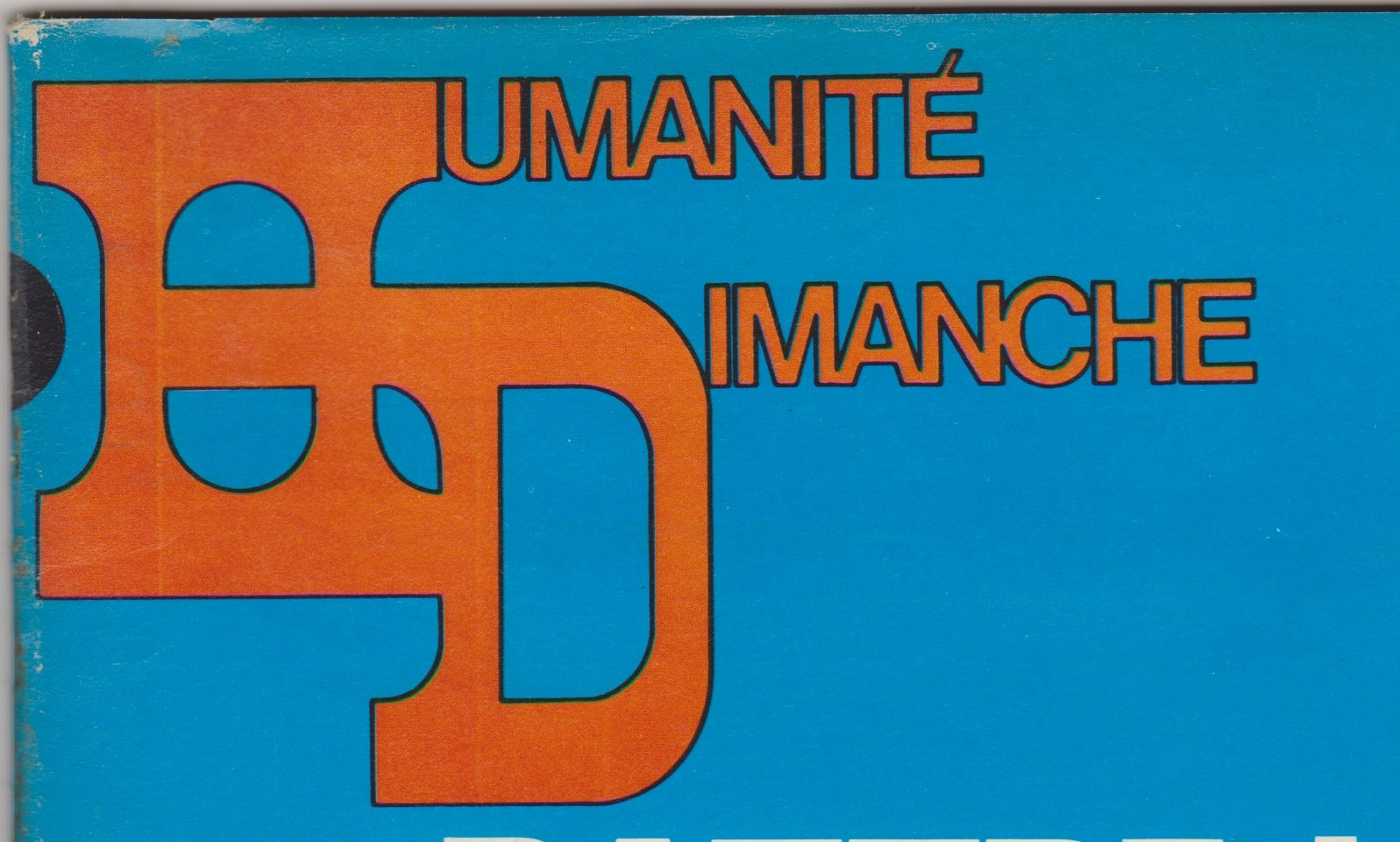
Une de L'Humanité Dimanche 14 mai 1974

- 14 avril 1971 - janvier 1976 : numéros 1 à 249, paraissant le jeudi format 27 × 34,3 cm, avec édition d'un supplément de couleur vert le dimanche. Le numéro 1 donne le ton de cette nouvelle formule. En "une", sur fond d'une photo pleine page, le titre accroche : La jeunesse veut-elle tout casser ?, tandis qu'un bandeau dans le coin droit interpelle le lecteur : Concorde : pour ou contre. Techniquement la nouveauté réside dans les diverses variétés de l'impression Offset. Toujours "magazine du Parti communiste français", cette mention n'apparaît plus en première page.
- 4 février 1976 - janvier 1980 : numéros 1 à 208, format 28,5 × 33 cm.
- janvier 1980 - avril 1985 : numéros 1 à 274, grand format 40 × 58 cm, 2 éditions (vendredi, dimanche). La mention Hebdomadaire central du Parti communiste français est imprimée sous le titre du journal et elle semble correspondre à une ligne politique de repli plus que d'ouverture.
- mai 1985 - mars 1990 : numéros 1 à 356, demi format 29 × 37 cm, tirés en deux éditions, complétés une fois par mois d'un supplément magazine.

#### Humanité dimanche,le parti-pris des gens
- mars 1990 - novembre 1997 : numéros 1 à 400, format 22 × 29,5 cm. La formulation le parti-pris des gens correspond sans doute à une vision ouverte sur la société, mais elle est relative : magazine du Parti communiste français est aussi à la "une".

#### L'Humanité Hebdo
- novembre 1997 - mars 1999 : le titre L'Humanité Dimanche cède la place à celui de L'Humanité Hebdo, au même format que la formule de L'Humanité Dimanche précédente. 69 numéros de cette formule paraissent jusqu'au 11 mars 1999. Le changement du nom du journal est censé correspondre aux attentes des lecteurs. Rien n'est moins sûr. Les semaines qui précèdent sont marquées par un intense pilonnage de la rédaction qui invite les célébrités de la mouvance communiste à exprimer leur ardent désir de mutation du journal[19]. Dans le désir de montrer la mutation d'un Parti dont la perte d'audience est momentanément stoppée, avec l'arrivée de la "gauche plurielle" au gouvernement de la France, ses responsables pensent qu'un nouveau costume sied au magazine[20] : « Non pas que la formule de l' "HD" ait démérité, mais trois exigences s'imposent (...), un décryptage plus pertinent de l'actualité, (...) de nouveaux rapports des citoyens à l'info, un lieu d'engagement de confrontations d'idées. »
Un "concepteur" professionnel aurait travaillé un an sur le projet. même le publicitaire des campagnes électorales mitterrandiennes formule son avis. Nonobstant, le résultat n'est pas à la hauteur des attentes de la Direction. Un an plus tard, le 17 décembre 1998, lors de la réunion d'un comité central du PCF consacrée à l'avenir de L'Humanité, le même intervenant convient à mots couverts que toute démarche de changement nécessite d'abord l'implication des acteurs essentiels que sont les militants, la motivation "des CDH"[21].

#### Disparition du magazine: 1999 - 2006

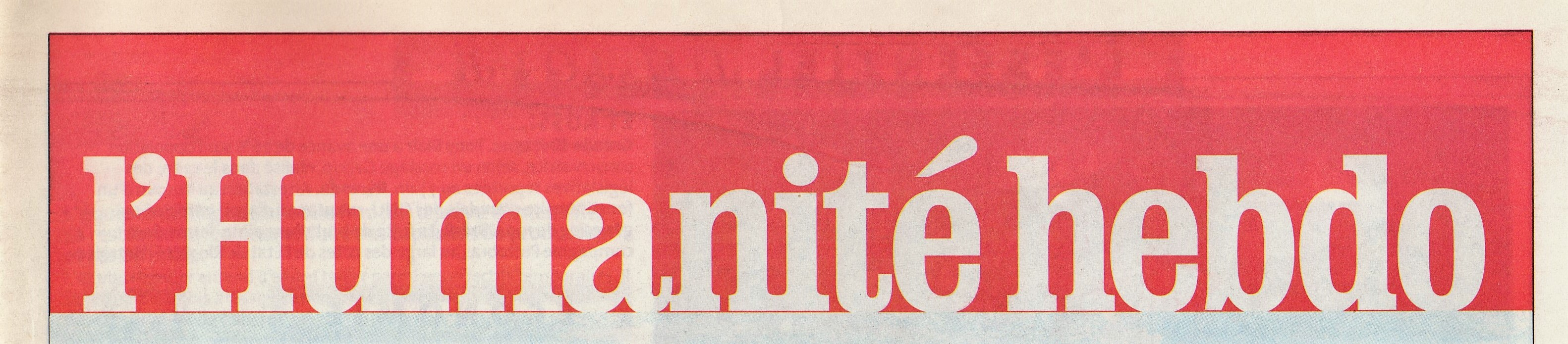
L'Humanité Hebdo, une du samedi 14 avril 2001

- de mars 1999 à mars 2006, suppression de la formule magazine et du format 22 × 29,5 cm et parution à partir du 20 mars 1999 de L'Humanité hebdo, comme étant L'Humanité du "samedi-dimanche", au même format que le quotidien, 39 x 29 cm à ce moment-là. Toute numérotation spécifique disparaît et les éditions de L'Humanité hebdo sont incluses dans la continuité numérique du quotidien. Sous la houlette du directeur politique de L'Humanité, Pierre Zarka puis Patrick Le Hyaric, les directeurs successifs de la rédaction Claude Cabanes et Pierre Laurent, avec Jean-Emmanuel Ducoin comme rédacteur en chef exécutif, sont communs aux deux éditions[22] De fait la formule de l'hebdomadaire avec une rédaction autonome, lancée en 1948 est abandonnée, bien que l'Humanité hebdo paraissant le samedi ait gardé des rubriques spécifiques, telle celle des programmes télévisuels.

Le même comité central du 17 décembre 1998, confronté aux baisses du lectorat des deux titres, L'Humanité et L'Humanité hebdo prend alors une mesure surprenante. Deux phénomènes sont constatés : - le gouffre financier de la parution du quotidien, et avec 56 000 exemplaires diffusés en moyenne en 1997, une baisse de diffusion de - 3 % par rapport à 1996.
-la dimunution de rentabilité de L'Humanité Hebdo du fait de la baisse de sa diffusion, 90 000 exemplaires chaque semaine en 1997, contre 110 000 en 1996.
Le titre rentable, diffusé à 70 % par les militants bénévoles des CDH (Comités de défense de l'Humanité) est sabordé, tandis que l'autre doit être maintenu en "respiration artificielle" par le recours à un énième changement et une énième souscription. Certains observateurs et de nombreux diffuseurs-lecteurs lisent cette mesure au rebours de tout sens économique et de toute politique d'ouverture, selon un grille de conflit interne.

#### L'Humanité Dimanche, HD

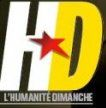
L'Humanité Dimanche, HD

- Depuis le 9 mars 2006 : HD L'Humanité Dimanche, format 22 × 29 cm, reprend vie. La relance du magazine s'effectue grâce à l'investissement des lecteurs et diffuseurs, sollicités pour devenir "cofondateurs et cofondatrices" du nouveau journal[26]. Depuis le 10 novembre 2011, l'HD s'affiche en une comme numéro spécial de L'Humanité du jeudi, dont il adopte la numérotation. Mais en page intérieure il conserve sa propre chronologie. Au 15 mars 2012, 303 numéros ont paru. Systématiquement ignoré des revues de presse des médias[27], peu aidée par un marketing obsolète, qui "oublie" de relancer les abonnés d'accueil (de 3 mois, voire de 6 mois) par une proposition d'abonnement à long terme[28], L'Humanité Dimanche tranche d'avec les autres titres de la presse politique magazine hebdomadaire, par une quasi absence de volume publicitaire au sein de ses pages, mais le journal, fondé en 1948 par Marcel Cachin, et l'ancien instituteur languedocien Étienne Fajon, survit.

#### L'Humanité magazine
- Le 20 janvier 2022, l'hebdomadaire change de nom pour devenir L'Humanité magazine, prenant rang au no 790. Il continue de paraître le jeudi en « numéro spécial » de L'Humanité, sous une pagination de 82 pages.

## Les rédactions deL'Humanité Dimanche
« Curieusement, L'Humanité Dimanche reste un service de la quotidienne... mais sans rédacteur en chef en titre, comme si la direction craignait de voir s'échapper l'hebdomadaire par je ne sais trop quel trou de serrure. »
Tel est le témoignage qu'André Carrel livre en 1989. Entré à L'Humanité Dimanche, pour en devenir rédacteur en chef en février 1957 ou en 1958 après l'éviction d'André Stil, il est difficile de cerner la vie du journal avant sa nomination.

### 1948 - 1958
- Le premier rédacteur en chef, de fonction sinon de titre[32] est un journaliste résistant, formé aux "Jeunesses communistes" avant 1939, Maurice Choury. Parmi la rédaction figure en bonne place Jean-Pierre Chabrol[33], avant qu'il ne se lance en littérature.
- Lui succède[34] un autre résistant François Lescure, ancien dirigeant de l'Union des étudiants communistes en 1940.
- Avec semble-t-il le titre de rédacteur en chef adjoint, Jean Récanati[35] est responsable de l'hebdomadaire au début des années 1950.
- Vers 1953-1954[36] jusqu'en mars 1957 Marcel Verfeuil[37] est de fait rédacteur en chef de L'Humanité Dimanche. Il semble que ce soit lui, démis de ses fonctions pour des raisons politiques[38] que André Carrel soit appelé à remplacer.

### 1957-1981, la «passion» d'André Carrel
Peu cité par les historiens du communisme français, André Carrel est le responsable de L'Humanité Dimanche durant vingt-quatre ans. Une longévité exceptionnelle, à l'égal de son collègue de L'Humanité René Andrieu. Né en 1917 à Paris, André Hoschiller (il prend le pseudonyme "André Carrel" durant la clandestinité de la Seconde Guerre mondiale) fait des études de philosophie avant de s'orienter en 1936 vers le journalisme. Lycéen puis étudiant communiste, il milite au Parti communiste français, clandestin, et devient en 1944, aux côtés d'André Tollet un des dirigeants du Comité parisien de Libération. Élu en 1945 conseiller municipal de Paris, il abrège une possible carrière politique pour revenir au journalisme. Entré à L'Humanité en 1946, rédacteur en chef adjoint de 1947 à 1949, il est "mis à l'écart" du journal jusqu'en 1956... durant les années les plus staliniennes du PCF. En 1981, il quitte la rédaction en chef de l'hebdomadaire, mais reste dans le paysage du journal en étant l'un des membres du conseil de la société éditrice de L'Humanité et le représentant légal de la direction devant la justice.
En un quart de siècle de présence, la rédaction en chef d'André Carrel a vu entrer ou partir de nombreux journalistes. Les premières années ne sont pas renseignées. Mais le 14 avril 1971, le premier numéro de la « nouvelle formule » du journal livre la composition de la rédaction
- Directeur : Étienne Fajon
- rédacteur en chef : André Carrel
- rédacteurs en chef adjoints : Robert Lechêne, Raymond Lavigne
- secrétaire générale : Marie-Rose Pineau
- éditorialistes : Laurent Salini, Yves Moreau
- chef de service Le temps présent : Martine Monod; adjoints : Pierre Calmette, Claude Kroes; chroniqueur : Madeleine Jacob
- dessins : Jean Effel, Cardon, Georges Ghertman
- chef de service "Le temps de connaître" : Jack Ralite
- chef de rubrique spectacle : Samuel Lachize
- chef de rubrique "télé-radio" : Jacqueline Beaulieu[41]; adjoints : Nicole Delamarre, André Légé.
- chef de service "Le temps de vivre" : Jean Rabaté; adjointe : Marie-Hélène Camus

Le 4 février 1976, une nouvelle formule remplace la précédente. La page de Pif le chien retrouve le noir-et-blanc d'avant 1971. Une rubrique apparaît, intitulée Une vie, réalisée par deux réalisateurs de télévision : Marcel Bluwal et Marcel Trillat. Et de nouveaux noms intègrent la rédaction.
- Roland Leroy est directeur du journal
- André Carrel, est "confirmé" rédacteur en chef.
- Deux rédacteurs en chef adjoints sont nommés : Claude Lecomte et Claude Cabanes.
- Les chefs de rubrique sont Martine Monod (politique), Robert Lechêne (entreprises), Jean Rabaté (société), Marie-Hélène Camus (culture), Jacqueline Baulieu (télévision), Bernard Barromes (iconographie).

Entré à L'Humanité Dimanche en 1974, chef de service en 1976, François Salvaing devient rédacteur en chef adjoint en juin 1977. Il n'est alors pas connu comme écrivain. En 2000, il publie un "roman", Parti, où il livre son témoignage sur sa période de journaliste à "L'Huma Dimanche"
Prenant la suite de la séquence Une vie de Marcel Trillat et Marcel Bluwal, le réalisateur de l'audio-visuel Daniel Karlin dispose des mêmes trois pages hebdomadaires pour une rubrique C'est si court une enfance
Des départs, des promotions interviennent : à l'automne 1979, la rédaction est ainsi composée.
- Roland Leroy, André Carrel ont les mêmes fonctions que précédemment.
- Marie-Rose Pineau demeure administratrice.
- Jean Rabaté est secrétaire général de la rédaction,
- Jean-Pierre Jouffroy est directeur artistique,
- Claude Lecomte, Françoise Colpin et Jack Dion ont rang de rédacteurs en chef adjoints
- Martine Monod est grand reporter.
- Pierre Olivieri (service politique), Robert Lechêne (entreprises) Paulette Pellenq (société), Marie-Hélène Camus (culture), Jacqueline Beaulieu (télévision), Amaury Dubos (maquette) sont chefs de rubrique.
- Parmi les journalistes et collaborateurs[45], on relève : Jean-Marc Guégan, Pierre Ivora, Michèle Pache, Pierre Calmette, Françoise Germain-Robin, Henri Alleg, Samuel Lachize, Raymond Lavigne, Claude Pican, Roland Passevant, Daniel Peressini, Candida Foti (spectacles) Jean-Claude Morançais, François Salvaing (livres), Michel Boué (théâtre), Jean Rocchi, Maguy Roire, Pierre Durand, Jean Bruhat, André Moine, Jean-Jacques Valignat, Anne Calvet (télévision).
- Pour les dessins dans les pas de Cardon, une floppée de jeunes participent entre 1971 et 1980 à L'HD : Schatzberg, Mesny, Brizemur, Lacroux, côtoyant le chevronné Deran, présent dans L'Humanité Dimanche depuis 1948[46]
- On note encore les rubriques très spécialisées : échecs, philatélie, annonces, tricot, jardinage (le célèbre A. Rozoir), bricolage, cuisine, courses (pages vertes du dimanche)
- Enfin chien célèbre et chat victime, Pif (et Hercule), dessinés et scénarisés par Roger Mas d'après C. Arnal[47], occupent une demi-page, pas uniquement lue par les enfants.

Mais il y a crise à L'Humanité Dimanche. Le directeur Roland Leroy intervient lors d'une réunion du Comité central le 11 décembre 1979. Son intervention ressemble à une démolition au bulldozer : « Les qualités originales de notre magazine au moment de sa création se sont à la longue transformées en pesanteurs et même en défauts. Il faut une Humanité Dimanche plus populaire, plus politique, plus près de l'actualité. » Il annonce donc l'abandon de la formule née en 1971, le retour au grand format, fournit le schéma des rubriques, et cingle la rédaction : « Cela exige de notre rédaction un travail considérable pour bouleverser sa conception, son système de références et d'écriture ». Patron de presse, il se réserve aussi l'éditorial de l'édition du dimanche. Dans ses mémoires André Carrel avoue trente années après : « L'Humanité Dimanche a évolué vers une allure grand format qui le banalisait. Je n'étais pas d'accord (...) D'ailleurs, bien que le coût fut moindre, cela ne nous a pas premis d'augmenter les ventes. »
André Carrel prend sa retraite de journaliste en décembre 1981. Il est remplacé à la rédaction en chef par François Hilsum.

### 1981-1988 François Hilsum
Il n'est pas sûr que les lecteurs de L'Humanité Dimanche aient été informés du départ d'André Carrel. Le journaliste qu'il était cède la place à un non professionnel. François Hilsum est membre, depuis 1967, du Comité central du PCF. Sa profession officiellement annoncée est « chaudronnier » Sous sa gouvernance, la composition de la rédaction de L'Humanité Dimanche ne figure pas dans les pages du magazine. Peu de temps après son "parachutage" à l'HD se tient le 24e congrès du PCF (3 au 7 février 1982). Une discussion a lieu à propos du journal dont il est responsable. Bien qu'aucun chiffre de diffusion ne soit publié, il est patent que les objectifs fixés en novembre 1981 (500000 lecteurs) ne sont pas atteints. François Hilsum quitte la rédaction de L'Humanité dimanche dans le courant de l'année 1988.

### 1988-1998 Martine Bulard
Pour succéder à François Hilsum, il est fait appel à Martine Bulard, journaliste de profession, rédactrice en chef adjointe. Âgée de trente-cinq ans elle est membre du Comité central du Parti communiste français depuis février 1985. Sa mission consiste à reprendre ce qui a été démonté dix ans auparavant et à reconstruire un magazine digne de ce nom.
Le 23 mars 1990, le numéro de la nouvelle formule parait, muni d'un viatique de premier ordre, un éditorial du secrétaire général du parti communiste, Georges Marchais. Le nouveau magazine est fort de cent pages. Largement ouvert sur la société française, abordée par des reportages, il donne parole aux lecteurs avec une rubrique permanente "lettre ouverte". Le numéro 3 publie ainsi félicitations et critiques sur le journal lui-même.
Paraissant le vendredi, pour sa diffusion en province et dans les entreprises, le magazine est accompagné le dimanche par un supplément Humanité Dimanche actualité. Le lecteur y trouve l'actualité du samedi, les résultats sportifs, et la rubrique turfiste Tout sur les courses, tenue par Étienne Rosso.

#### La rédaction
Aux côtés de Martine Bulard, un rédacteur en chef adjoint Jack Dion tient ce poste durant huit années. Un second rédacteur en chef figure dans l'organigrame en 1998 : Pierre Laurent, journaliste de la rubrique "Politique" en 1990.
Jean Rabaté coordonne la rédaction en 1990, En 1997 ce travail est assuré par Jacqueline Sellem, qui tenait précédemment la rubrique "courrier" et Jacques Dimet.
Organisée en plusieurs services ("Politique", "Monde", "Société", "Culture", "Télévision"), la composition de cette rédaction est publiée chaque semaine, avec les postes téléphoniques des journalistes.

#### Le dessin
Le dessin est tout d'abord sacrifié à... un sixième de page et passe inaperçu. Tignous dans le numéro 2 du 30 mars gagne la page 4. Brizemur est en page 20 sur 1/4 de page, sur une pagination totale de 100. La photo est privilégiée, presque outrancièrement : une Ferrari, certes rouge, occupe ainsi la moitié d'une double page dans ce même numéro 2, pour illustrer un article sur Enzo Ferrari, dont il est peu sûr que les lecteurs du journal soient acheteurs de la production, si ce n'est en rêve... Mais dès le numéro six, Siné, qui signe la "une", obtient de pleines pages et signe une rubrique L'œil de Siné, qui dure jusqu'au dernier numéro de cette formule de L'Humanité Dimanche le 13 novembre 1997. Tignous signe la "une" des numéros 9 et 14, Selçuk signe celle du numéro 13. En ce domaine la nouvelle Humanité Dimanche, poursuit une tradition de l'hebdomadaire, où même entre 1980 et 1990, le journal de fin de semaine a bénéficié de traits de Wolinski, (Georges Wolinski signe par exemple la première page de l'HD, la 10 avril 1981, ou la "une" du 28 mai 1982, appelant à une marche pour la paix), de Ghertman, et surtout de Pef. Le lecteur trouve ensuite deux pages de dessins politiques dans le premier numéro de L'Humanité Hebdo du 20 novembre 1997, sous une rubrique du nom de "Cactus", où Siné contribue pour 1/12e, aux côtés de Faujour, Bridenne, Dilem, Charb, Luz, Brito, Bellenger, Martin, liste non exhaustive.

## Du journal que l'on vend le matin d'un dimanche ...
C'est à L'Humanité Dimanche, que fait référence le chanteur Jean Ferrat dans sa chanson Ma France.

## Sources
- Consultation de L'Humanité, période 1904-1948, sur le site de la BNF, Gallica.
- Consultation de numéros de L'Humanité Dimanche, pour la période 1960 - 2011.
- Annie Burger-Rousenac : notice « CARREL André (HOSCHILLER André, dit) », Le Maitron en ligne.
- André Carrel : L'Huma, Éditions L'Humanité & Messidor, Paris, 1989 (postface de Roland Leroy, avant-propos de Oscar Niemeyer.
- André Carrel : Mes universités, itinéraire d'un homme engagé, éditions O|l'œil d'or, Paris 2009.
- Christian Delporte, Claude Pennetier, Jean-François Sirinelli & Serge Wolikow (sous la direction de), L'Humanité de Jaurès à nos jours, éditions nouveau monde, Paris, 2004.
- Claude Estier : La gauche hebdomadaire 1914-1962, Paris, éditions Armand Colin, collection Kiosque, 1962.
- François Salvaing : Parti, éditions Stock, Paris, 2000.